# Liczby Eulera
Liczby Eulera – dwa ciągi liczbowe badane przez Leonarda Eulera.

## Liczby Eulera I rzędu
Opisują, ile jest permutacji {\displaystyle n}-elementowego zbioru posiadających {\displaystyle k} wzniesień, tzn. {\displaystyle k} pozycji, dla których {\displaystyle \pi _{j}<\pi _{j+1}.} Symbolem dla liczb Eulera I rodzaju jest:
{\displaystyle \left\langle {\begin{matrix}n\\k\end{matrix}}\right\rangle .}
Liczby te spełniają wzór rekurencyjny postaci:
{\displaystyle \left\langle {\begin{matrix}n\\k\end{matrix}}\right\rangle =(k+1)\left\langle {\begin{matrix}n-1\\k\end{matrix}}\right\rangle +(n-k)\left\langle {\begin{matrix}n-1\\k-1\end{matrix}}\right\rangle }
z warunkami brzegowymi
{\displaystyle \left\langle {\begin{matrix}0\\0\end{matrix}}\right\rangle =1,\quad \left\langle {\begin{matrix}n\\0\end{matrix}}\right\rangle =1,\quad \left\langle {\begin{matrix}n\\n\end{matrix}}\right\rangle =0.}

### Trójkąt liczbowy
| {\displaystyle {\begin{matrix}\mathbf {n} /{\mathit {k}}&\ {\mathit {0}}\ &\ {\mathit {1}}\ &{\mathit {2}}&{\mathit {3}}&{\mathit {4}}&{\mathit {5}}&{\mathit {6}}&{\mathit {7}}&\ \ {\mathit {8}}\ \ &\ {\mathit {9}}\\\mathbf {0} &1\\\mathbf {1} &1&0\\\mathbf {2} &1&1&0\\\mathbf {3} &1&4&1&0\\\mathbf {4} &1&11&11&1&0\\\mathbf {5} &1&26&66&26&1&0\\\mathbf {6} &1&57&302&302&57&1&0\\\mathbf {7} &1&120&1191&2416&1191&120&1&0\\\mathbf {8} &1&247&4293&15619&15619&4293&247&1&0\\\mathbf {9} &1&502&14608&88234&156190&88234&14608&502&1&0\end{matrix}}} |

### Własności
- {\displaystyle \left\langle {\begin{matrix}n\\k\end{matrix}}\right\rangle =\sum _{m=0}^{k}{n+1 \choose m}(k+1-m)^{n}(-1)^{m}}
- {\displaystyle \left\langle {\begin{matrix}n\\k\end{matrix}}\right\rangle =\sum _{m=0}^{k}{n+1 \choose m}(K+1-m)^{n}(-4)^{M}}

## Liczby Eulera II rzędu
Liczby te są oznaczane jako:
{\displaystyle \left\langle \!\!\left\langle {\begin{matrix}n\\k\end{matrix}}\right\rangle \!\!\right\rangle }
i spełniają równanie rekurencyjne postaci:
{\displaystyle \left\langle \!\!\left\langle {\begin{matrix}n\\k\end{matrix}}\right\rangle \!\!\right\rangle =(k+1)\left\langle \!\!\left\langle {\begin{matrix}n-1\\k\end{matrix}}\right\rangle \!\!\right\rangle +(2n-1-k)\left\langle \!\!\left\langle {\begin{matrix}n-1\\k-1\end{matrix}}\right\rangle \!\!\right\rangle }
z warunkami brzegowymi
{\displaystyle \left\langle \!\!\left\langle {\begin{matrix}0\\0\end{matrix}}\right\rangle \!\!\right\rangle =1,\quad \left\langle \!\!\left\langle {\begin{matrix}n\\0\end{matrix}}\right\rangle \!\!\right\rangle =1,\quad \left\langle \!\!\left\langle {\begin{matrix}n\\n\end{matrix}}\right\rangle \!\!\right\rangle =0.}

### Trójkąt liczbowy
| {\displaystyle {\begin{matrix}\mathbf {n} /{\mathit {k}}&\ {\mathit {0}}\ &\ {\mathit {1}}\ &{\mathit {2}}&{\mathit {3}}&{\mathit {4}}&{\mathit {5}}&{\mathit {6}}&{\mathit {7}}&\ \ {\mathit {8}}\ \ &\ {\mathit {9}}\\\mathbf {0} &1\\\mathbf {1} &1&0\\\mathbf {2} &1&2&0\\\mathbf {3} &1&8&6&0\\\mathbf {4} &1&22&58&24&0\\\mathbf {5} &1&52&328&444&120&0\\\mathbf {6} &1&114&1452&4400&3708&720&0\\\mathbf {7} &1&240&5610&32120&58140&33984&5040&0\\\mathbf {8} &1&494&19950&195800&644020&785304&341136&40320&0\\\mathbf {9} &1&1004&67260&1062500&5765500&12440064&11026296&3733920&362880&0\end{matrix}}} |